# Phaeosphaeria elongata
Phaeosphaeria elongata är en svampart som först beskrevs av Lewis Edgar Wehmeyer, och fick sitt nu gällande namn av Shoemaker & C.E. Babc. 1989. Phaeosphaeria elongata ingår i släktet Phaeosphaeria och familjen Phaeosphaeriaceae.  Arten är reproducerande i Sverige. Inga underarter finns listade i Catalogue of Life.